# Arjona patagonica
Arjona patagonica là một loài thực vật có hoa trong họ Schoepfiaceae. Loài này được Hombr. & Jacquinot ex Decne. mô tả khoa học đầu tiên năm 1853.